# Jardin Paul-Didier
Le jardin Paul-Didier, anciennement appelé jardin de la rue du Colonel-Manhès, est un espace vert du 17e arrondissement de Paris, dans le quartier des Épinettes, en France.

## Situation et accès
Le site est accessible par la rue du Colonel-Manhès.
Il est desservi par la ligne 13 à la station Brochant.

## Origine du nom
Il porte le nom de Paul Didier (1889-1961), magistrat et résistant, adjoint de Jean Moulin.

## Historique
Le jardin est créé en 2005, avec un agrandissement à l'été 2011. Il passe par l'ancienne Ligne de Petite Ceinture de Paris. 